# Paula de Roma
Paula de Roma –Santa Paula per a l'Església catòlica– (Roma, 5 de maig de 347 - Betlem, 26 de gener de 404) era una noble matrona romana de fe cristiana, deixebla de Sant Jeroni. És venerada com a santa per l'Església catòlica.

## Biografia

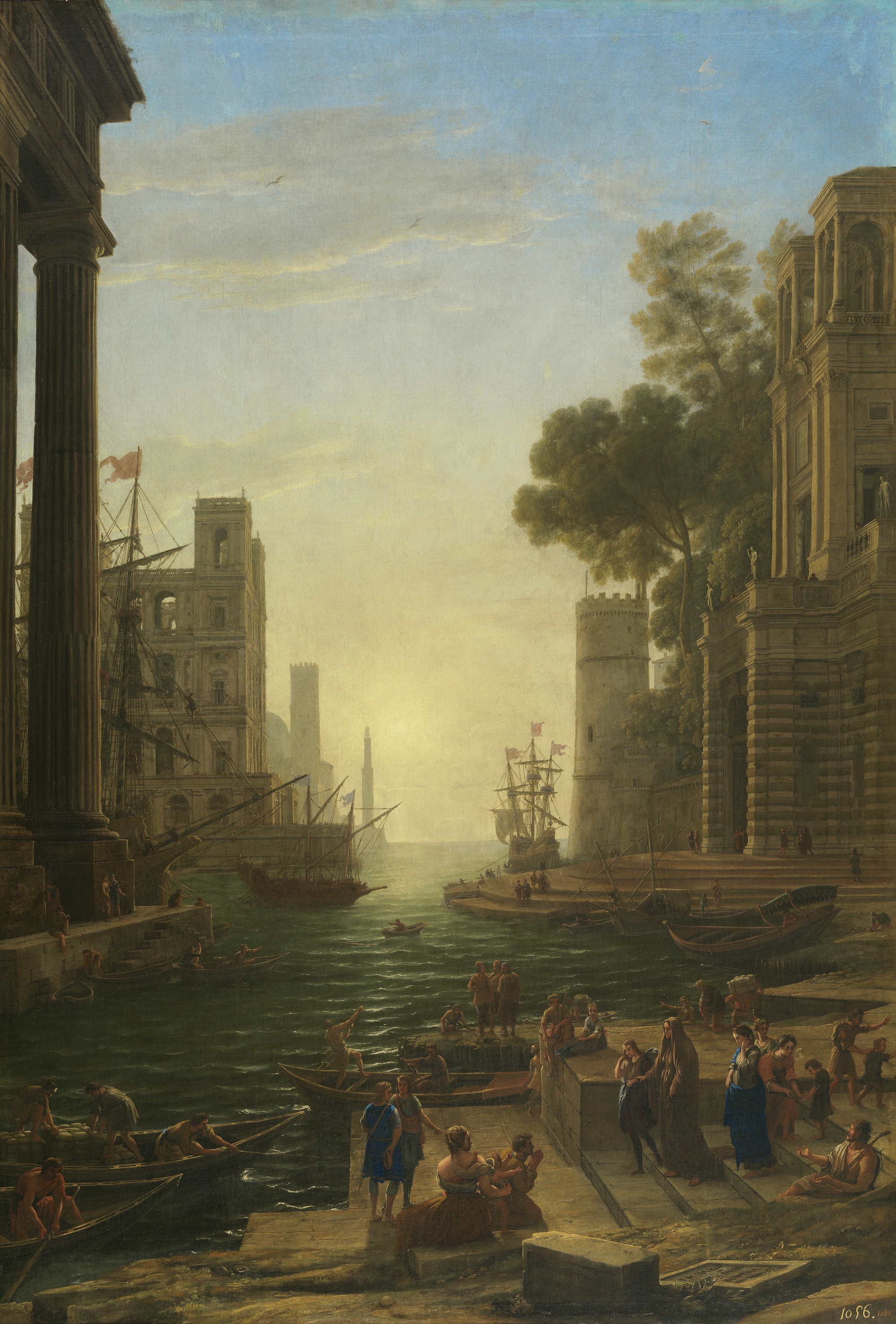
Partida de santa Paula del port d'Òstia, per Claude Lorraine (Madrid, Prado).

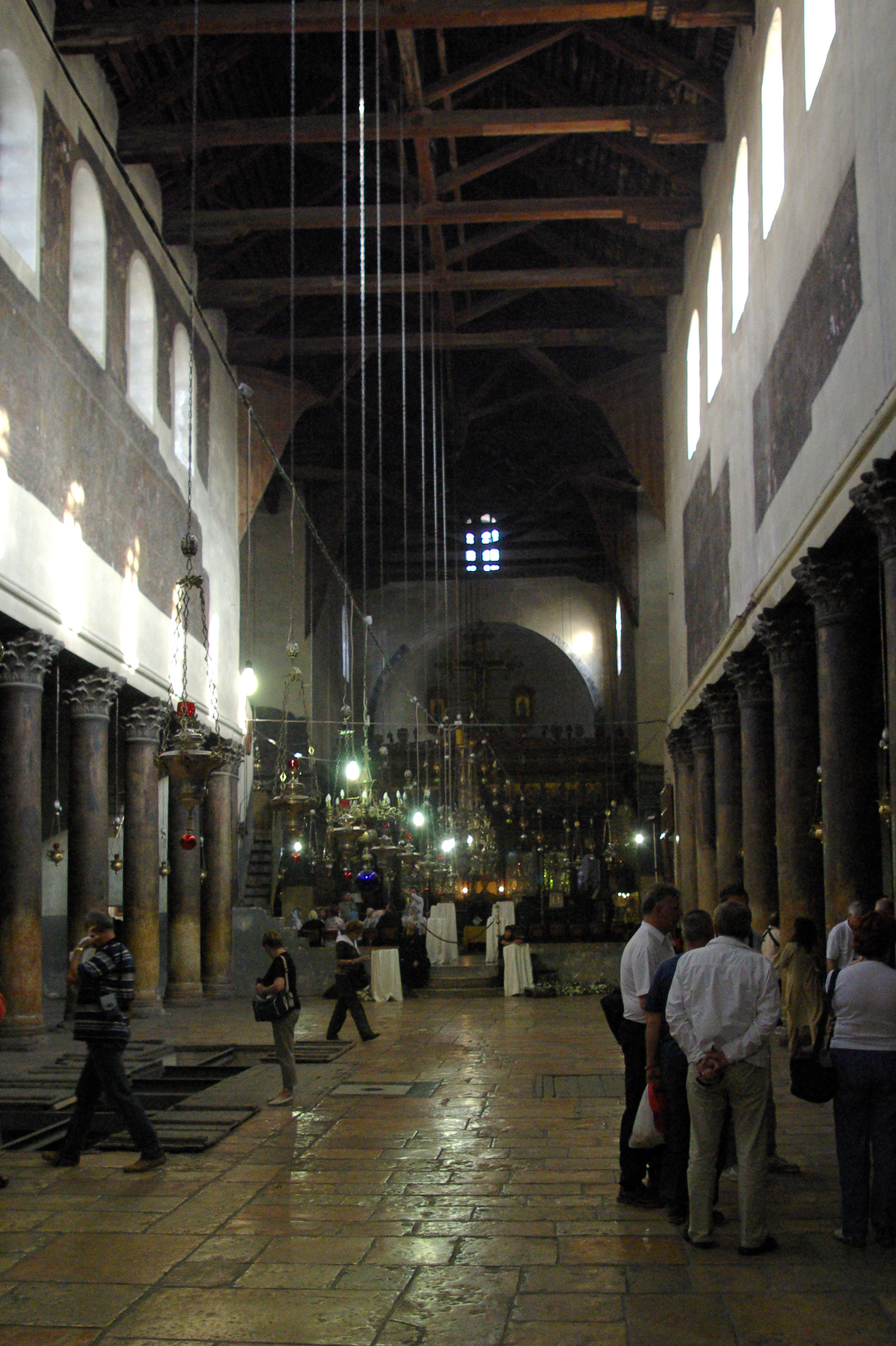
Basílica de la Nativitat (Betlem)

Paula pertanyia a una rica i noble família patrícia (el seu avi matern era el cònsol Petroni Probí), emparentada amb la gens Cornelia. Als quinze anys (362) va casar-se amb el senador Toxoci, de qui tingué cinc fills: Blesil·la, Paulina, Eustòquia, Rufina i Toxoci.
El 379, mort el seu marit, es va consagrar a la pregària i la penitència, juntament amb un grup de vídues que es reuniren sota la direcció de Marcela en una casa de l'Aventí. Quan Jeroni d'Estridó arribà a Roma en 382, amb els bisbes Epifani de Salamina i Paulí d'Antioquia, els va oferir hospitalitat. Arran d'aquest contacte, Paula decidí d'anar a Orient i consagrar-s'hi a la vida monàstica.
Sota la direcció de Jeroni, estudià la Bíblia amb la seva filla Eustòquia, arribant a aprendre l'hebreu. Una altra filla, Blesil·la, s'uní a la seva mare quan va quedar vídua, però també morí el 384. Mentrestant, Paulina va disposar el senador Pamaqui, també deixeble de Jeroni i després canonitzat; Rufina morí el 386; Toxoci va convertir-se al cristianisme en 385 i maridà Leta, filla del sacerdot Albí, de qui tingué una filla anomenada Paula, que va morir a Palestina i va assistir Jeroni al seu llit de mort.
Quan, a la mort de Damas I (384), Jeroni decidí de deixar Roma i tornar a Orient, Paula i Eustòquia van marxar amb ell. Després de passar per Antioquia, van visitar els llocs sants de Palestina i Egipte, estudiant la vida dels eremites i els primers monestirs. Finalment, s'establiren a Betlem.
Paula va morir en un dels dos monestirs que va fundar a Betlem, seguint la regla de Sant Pacomi de Tabenna. Va intentar que Marcela, la seva antiga companya, s'unís a la seva comunitat. Fins al final de la seva vida va mantenir la relació amb Jeroni; va morir als 59 anys el 26 de gener de 404, i va ser enterrada a la Basílica de la Nativitat de Betlem.
Sol aparèixer representada en els monestirs jerònims, dels quals és patrona, amb els seus atributs un exemplar de la Bíblia i una creu.